# Тусканія
Тусканія (італ. Tuscania) — муніципалітет в Італії, у регіоні Лаціо,  провінція Вітербо.
Тусканія розташована на відстані близько 80 км на північний захід від Рима, 20 км на захід від Вітербо.
Населення — 8432 особи (2014).

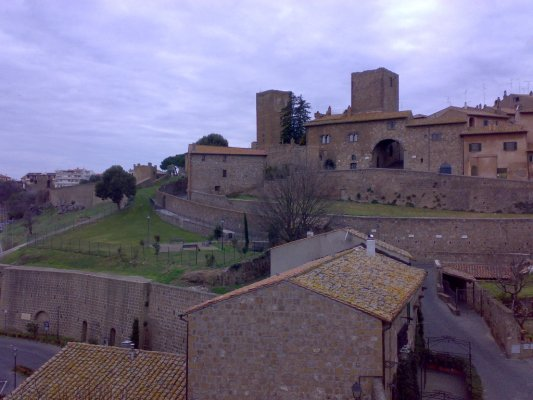

Щорічний фестиваль відбувається 8 серпня. Покровитель — Santi Secondiano, Veriano e Marcelliano, martiriале,
Ймовірно, саме місто було засноване в 7 столітті до нашої ери, коли акрополь на пагорбі Святого Петра був оточений лінією стін. В околицях існували села. У наступні роки її стратегічне положення забезпечило Тоскані провідну роль в етруському світі. Після розгрому прибережних міст греками (4 ст. до н. е.) Тосканія також стала центром морської торгівлі через порт Регас (поруч із сьогоднішнім Монтальто ді Кастро). Немає записів про участь Тосканії в битвах, які призвели до римського завоювання етруського північного Лаціуму (280 р. до н. е.), оскільки місто, ймовірно, увійшло в римську орбіту мирним шляхом. Розвиток сільського господарства та будівництво Віа Клодії ще більше сприяли економічному становищу міста. Він став муніципієм у 88 році до нашої ери.  Згідно з легендою, Тосканія була заснована сином Енея, Асканієм, де він знайшов дванадцять собачок (звідки етруська назва Tus-Cana, cana подібна до латинського canis, що означає «собака»). Інша легенда приписує заснування якомусь Туско, сину Геракла та Аракса.  
У 5 столітті нашої ери (або раніше, залежно від джерела) Тосканія стала однією з перших єпископських кафедр в Італії.
```
Після падіння Західної Римської імперії він перейшов до лангобардів у 569 або 574 рр. У 781 р. він став частиною Папської області. У 967–1066 роках це було феодальне володіння родини Ангіллара, а потім маркізів Тоскани. У 1081 році його взяв в облогу імператор Генріх IV.
У наступному столітті він став вільною комуною з владою над великою територією, включаючи численні замки. Внутрішня боротьба в Тосканії призвела до втрати престижу на користь сусіднього Вітербо, яке було перетворено на єпархію в 1192 році, формально на відокремленій території, але фактично досягло переходу через негайну, постійну персональну унію під єпископами Вітербо до 1896 року колишнього злиття єпископства Тосканії (як воно було перейменовано в 1911 році) в Вітербська єпархія. У 1222 році в місті перебував святий Франциск Ассізький Під час боротьби між гвельфами та гібелінами по всій Священній Римській імперії він був захоплений Фрідріхом II Гогенштауфеном 2 березня 1240 року та забезпечений лінією стін.
```

```
Невдала військова експедиція проти папи Боніфація VIII (початок 14 століття) призвела до підпорядкування Риму, з принизливою назвою Тусканелла. У 1348–1349 роках бубонна чума дуже сильно вразила Тоскану. Невдовзі після цього, у 1354 році, кардинал Гіл Альварес де Альборнос остаточно повернув місто Папській області.
У 1421 році воно стало графством під керівництвом кондотьєра Анджело Брогліо да Лавелло.
У 1495 році він був спустошений французькими військами короля Карла VIII під час його походу до Неаполітанського королівства, значною мірою завдяки руйнуванню стін за наказом кардинала Джованні Вітеллескі у відповідь на постійну міжусобну боротьбу та громадські заворушення. Після цього місто пережило тривалий занепад, який тривав до приєднання до нового об’єднаного Королівства Італія в 1870 році.
```

```
  У 19 столітті місцева сім'я Кампанарі очолила дослідження етруських гробниць. Вони організували першу етруську виставку в Лондоні.[4] Багато цінних відкриттів потрапили до різних європейських музеїв, а також до власного Археологічного музею Тоскани.
```

```
6 лютого 1971 року землетрус спричинив 31 смерть. Відтоді місто було ретельно відреставровано, і історичний квартал є значним, повністю оточений середньовічними міськими стінами, з яких відкривається чудовий вид на околиці та церкву Святого ПетраГоловною визначною пам'яткою міста є церква Сан-П'єтро, побудована в ломбардсько-романському стилі, розпочата в 739 році [5] і реконструйована в XI-XII століттях. Інтер'єр має наву та два проходи, розділені низькими колонами та пілястрами, що містять напівколонки, з античними та середньовічними капітелями. Фасад із вікном-розеткою також датується 12 століттям.[5]
```

```
Серед інших пам'яток:
Етруський музей, розташований у колишньому францисканському монастирі Санта-Марія-дель-Ріпозо, із саркофагами з сусідніх гробниць та іншими предметами з гробниць.
Церква Санта Марія Маджоре. Романська базиліка має фасад із трьома чудово прикрашеними порталами. Інтер'єр складається з нави та двох проходів, розділених колонами зі скульптурними капітелями. Заглиблений вхід оточений парою окремо стоячих колон, призначених для відтворення Боаза та Яхіна з храму Соломона в Єрусалимі.[6]
Вежа Лавелло
Fontana delle Sette Cannelle — середньовічний фонтан із римських матеріалів
Етруські некрополі, включаючи Гробницю королеви та Піан ді Мола.
Залишки стародавньої Віа Клодії, яка сполучала місто з Римом.
```

## Демографія
Населення за роками:

Станом на 1 січня 2023 року в муніципалітеті офіційно проживали 944 іноземці з 66 країн, серед них 475 громадян країн Євросоюзу та 30 громадян України.

## Сусідні муніципалітети
- Арлена-ді-Кастро
- Каніно
- Каподімонте
- Марта
- Монтальто-ді-Кастро
- Монте-Романо
- П'янсано
- Таркуїнія
- Тессеннано
- Вітербо